# Dyscophus
Dyscophus és un gènere de granotes de la família Microhylidae que és endèmic de l'illa de Madagascar.

## Taxonomia
- Dyscophus antongilii (Grandidier, 1877)
- Dyscophus guineti (Grandidier, 1875)
- Dyscophus insularis (Grandidier, 1872)